# Shockat Adam

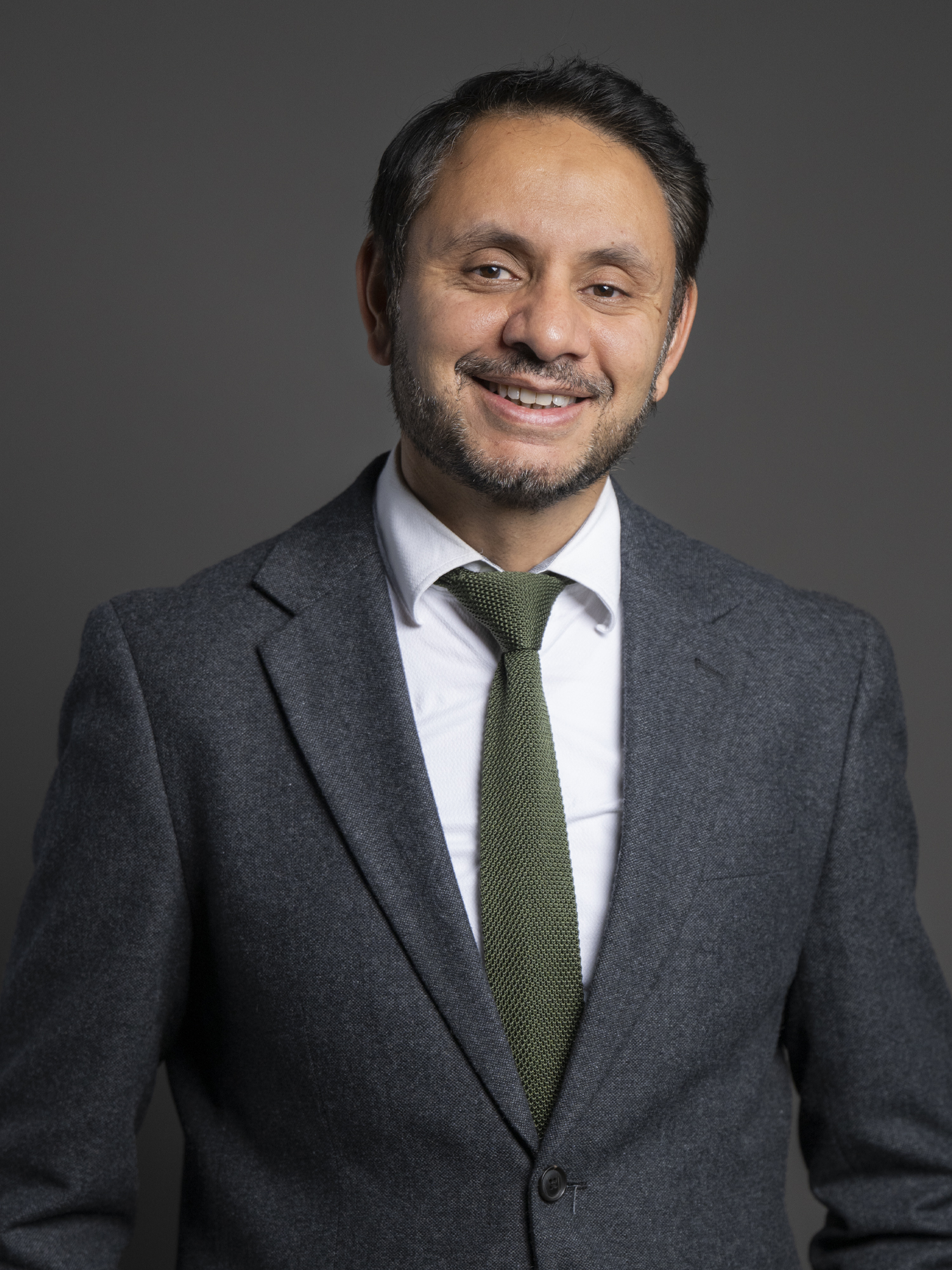
Shockat Adam

Shockat Adam (* November 1972 in Malawi) ist ein britischer Optiker und Politiker und seit 2024 ein Mitglied des House of Commons, dem Britischen Unterhaus.

## Leben
Shockat Adam Patel wurde im November 1972 geboren wohnt seit er drei ist in Leicester, nachdem er mit seiner Familie aus Malawi nach Großbritannien eingewandert ist. Später wurde er Optiker und führte mehrere Geschäfte in der Region um Leicester. Er war auch ein langjähriger Mitarbeiter der  Muslim Engagement and Development (MEND) von Leicester.  Während der Unruhen zwischen Muslimen und Hindus in Leicester im 2022 verurteilte er die Gewalttätigkeiten.
In den Wahlen von 2019 unterstützte er Claudia Webbe von der Labour Party. In den Wahlen von 2024 kandidierte er als Unabhängiger für den Wahlkreis Leicester South und gewann gegen den amtierenden Kandidaten der Labour Party und Mitglied des Schattenkabinetts von Keir Starmer, Jonathan Ashcroft. Für seine Wahl scheint die Unterstützung für die Palästinenser in einem Wahlkreis von etwa 30 % Muslimen ausschlaggebend zu sein, doch setzt er sich auch für die Verbesserung der Gesundheitsversorgung ein. Im Juli 2024 begrüßte Adam die Wiederaufnahme der britischen Unterstützung des Hilfswerks der Vereinten Nationen für Palästina-Flüchtlinge im Nahen Osten (UNRWA), welche unter der Tory-Regierung ausgesetzt wurde. Im September 2024 wurde er Gründungsmitglied der Independent Alliance, einer vom ebenfalls unabhängigen Jeremy Corbyn angeführten Parlamentarischen Fraktion von fünf Parlamentariern die alle pro-palästinanische Positionen vertreten.